# اسکاولان
اسکاولان (به سوئدی: Skavlan) یک تاک شوی تلویزیونی سوئدی-نروژی با میزبانی روزنامه‌نگار نروژی فردریک اسکاولان است. این برنامه برای نخستین بار در ژانویه ۲۰۰۹ در تلویزیون سوئد (اس‌وی‌تی) پخش شد و نخستین مهمانان آن نخست‌وزیر پیشین سوئی یوران پرشون و همسرش آنیترا استین بودند. در ۸ مه ۲۰۰۹، اعلام شد که «اسکاولان» برای فصل دوم تمدید شده‌است. همچنین اعلام شد که این نمایش فقط توسط اس‌وی‌تی در سوئد تولید نمی‌شود و از این پس بخشی از آن در نروژ توسط شرکت پخش نروژ (ان‌ارکو) تولید می‌شود. بدین ترتیب دوازده قسمت اول فصل دوم توسط اس‌وی‌تی در سوئد و دوازده قسمت دیگر توسط ان‌ارکو در نروژ تولید شد. هم‌اکنون تهیه‌کنده این برنامه مانک‌بری است که از فصل چهارم این مسئولیت را بر عهده گرفته‌است.

## پیشینه
اسکاولان یکی از بزرگترین و طولانی‌ترین برنامه‌های گفتگومحور اروپا است که با برخی از شناخته‌شده‌ترین شخصیت‌های جهان مصاحبه انجام داده‌است. این برنامه در شب‌های جمعه پخش می‌شود و سهم نمایش آن در نروژ ۵۰٪ و در سوئد ۴۰٪ با ۲٫۵–۳ میلیون بیننده در هر قسمت است. این نمایش همچنین در فنلاند نیز پخش و از اینترنت نیز دنبال می‌شود. برخی از مهم‌ترین مهمانان اسکاولان تاکنون عبارتند از:
- ادل
- سارا لارشن
- بیل گیتس
- نیکول کیدمن
- ریانا
- وودی آلن
- رابی ویلیامز
- اوما تورمن
- تیلور سوئیفت
- باب گلداف
- استیون ون زندت
- ایزابلا روسلینی
- پاملا اندرسون
- نوئل گلگر
- بیل کلینتون
- امیلو هریس
- رابین گیب
- وایکلف ژان
- کوفی عنان
- کت استیونز
- دزموند توتو
- خولیو ایگلسیاس
- فو فایترز
- جف کونز
- پل استر
- جاناتان فرانزن
- لنا اولین
- پی‌جی هاروی
- تام جونز
- ادی ایزارد
- ملاله یوسف‌زی
- بوریس بکر
- جولیت لوئیس
- مایکل پیلین
- اسلش
- ایمی واینهاوس
- فلورنس اند د مشین
- لیو اولمان
- سوزان ساندفور
- ال گور
- دیوید گتا
- دنیل کانمن
- لئونارد کوهن
- ریچارد داوکینز
- جو کاکر
- گری کاسپارف
- کیلرز
- رونان کیتینگ
- جی-زی
- دوآ لیپا
- جاش گروبن
- کایلی مینوگ
- جان اروینگ
- پائولو کوئلیو
- بن کینگزلی
- جان بون جووی
- پله
- وینس وان
- برونو مارس
- لینا دانم
- Rosanne Cash
- مرین فیث‌فول
- جاس استون
- ناتاشا کامپوش
- عاموس عوز
- جاستین بیبر
- دولف لاندگرن
- استینگ
- سارا، دوشس یورک
- الویس کاستلو
- الی گولدینگ
- Jamie Cullum
- جان میر
- نیکلای کاستر-والدو
- مارک نافلر
- ویل اسمیت
- جیمز می
- Father John Misty
- محمد یونس
- یو نسبو
- Bianca Jagger
- ایزابل آلنده
- نورا جونز
- کن فالت
- کتی ملوآ
- کت وون دی
- آنی لنکس
- مس میکلسن
- مالکم گلادول
- جرد لتو
- امیلی ساندی
- آندریا بوچلی
- گوردون رمزی
- برایان فری
- ماریو بارگاس یوسا
- مایکل بوبله
- استیون پینکر
- رابرت پلنت
- دیوید ویلیامز
- شکیرا
- کنت برانا
- لرد (خواننده)
- جان لجند
- ریچارد آیوادی
- ایان مک‌یوون
- تونی بلر
- هله تورنینگ-اشمیت
- کوین کاستنر
- ژولیت بینوش
- مت دیلون
- جان کلیز
- پل مک‌کارتنی
- Chrissie Hynde
- آلیشیا کیز
- کتی گریفین
- کیگو
- Vegard Ylvisåker
- Bård Ylvisåker
- تاری‌یه سندویک مو
- جوزفین پترسن
- پیودی‌پای
- Jan Böhmermann
- الکساندر ریباک
- بنجامین اینگروسو
- ان کولتر
- جردن پیترسون
- جون بایز
- پتی اسمیت
- لوئیس کاپالدی
- گرتا تونبرگ
- Ant Middleton
- دیوید بلین
- آرماند دوپلانتیس
- Anderson .Paak

## نقدها
روشنفکران برجسته و برخی از مهمانان زن این برنامه با انتقاد از فردریک اسکاولان او را به تبعیض جنسیتی و پرسیدن سوالات بی پروا و لاس زدن با مهمانان زن متهم کرده‌اند. کارولینا جینینگ سوالات اسکاولان را «تحقیرآمیز» توصیف کرده‌است. اسکاولان در مصاحبه با روزنامه سوئدی اکسپرسن اظهار داشت که این اتهامات «پوچ» است و او خودش را یک «فمینیست» می‌داند.
اسکاولان به دلیل مصاحبه سخت خود با نخست‌وزیر پیشین ایسلند به نام گیر هارده با انتقاد بینندگان نروژی روبرو شد.